# Heinrich Adolf Rinne
Heinrich Adolf Rinne (Vlotho, 24 gennaio 1819 – Hildesheim, 26 luglio 1868) è stato un medico tedesco.

## Biografia
Conseguì il dottorato presso l'Università di Gottinga e lavorò come medico a Gottinga. Successivamente fu medico a Sandstadt vicino Stade (1857) e Hildesheim (1860).
Nel 1855 descrisse un processo conduttore combinato della membrana timpanica e dagli ossicini dell'orecchio medio. È conosciuto per la Prova di Rinne, il test valuta la differenza tra la durata della percezione di un suono di tonalità grave, emesso da un diapason trasmesso prima per via aerea (con il diapason posto a 2 cm dall'orecchio) e poi per via ossea (diapason posizionato sulla mastoide). Un test di Rinne dovrebbe sempre associato ad una prova di Weber, che è in grado di rilevare problemi di sordità neurosensoriale e quindi confermare la natura della perdita dell'udito.
Nonostante la sua ricerca, "prova di Rinne" non fu generalmente riconosciuto fino alla sua morte. Agli inizi del 1880, Friedrich Bezold (1842-1908) e August Lucae (1835-1911) hanno pubblicato ulteriormente il lavoro di Rinne.

## Opere principali
- Über das Stimmorgan und die Bildung der Sprache. Müller’s Archiv für Anatomie, Physiologie und wissenschaftliche Medicin, Berlin, 1850.
- Beiträge zur Physiologie des menschlichen Ohres. Zeitschrift für rationelle Medicin, Leipzig e Heidelberg, 1864.
- Über die Formen des Himmelgewölbes. Zeitschrift für rationelle Medicin, Leipzig e Heidelberg, 1866.
- Materialismus und ethisches Bedürfnis in ihrem Verhältnisse zur Psychologie. Braunschweig, 1868.